# نيسان سكاي لاين
نيسان سكاي لاين هي سيارة من إنتاج شركة برنس موتور.

## معرض صور

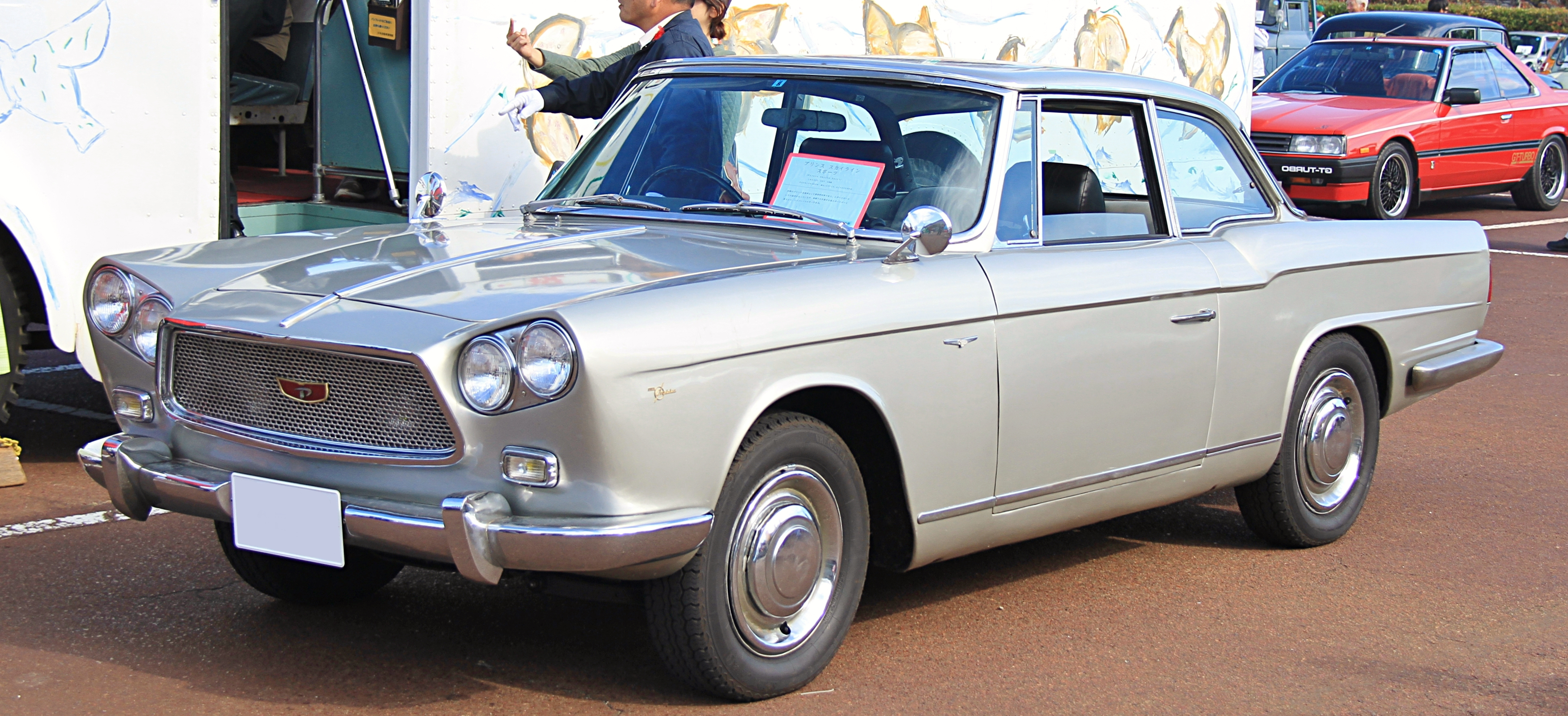
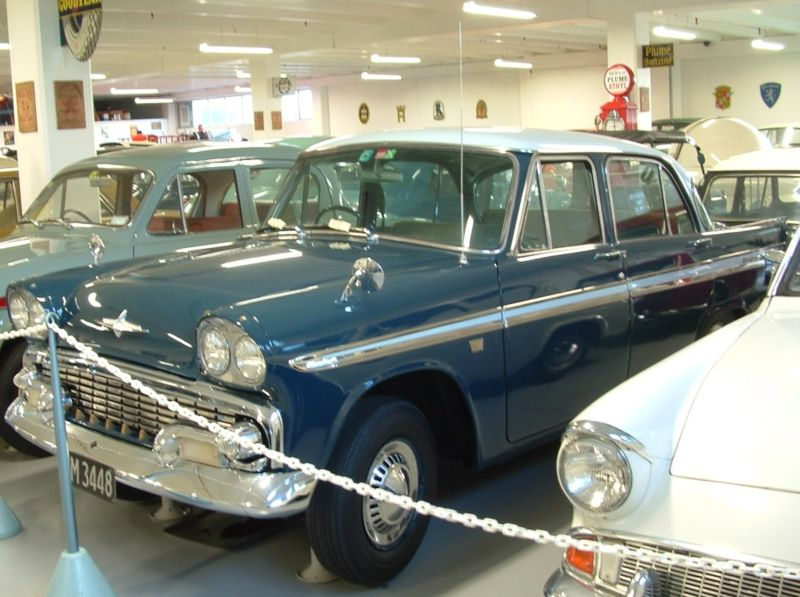
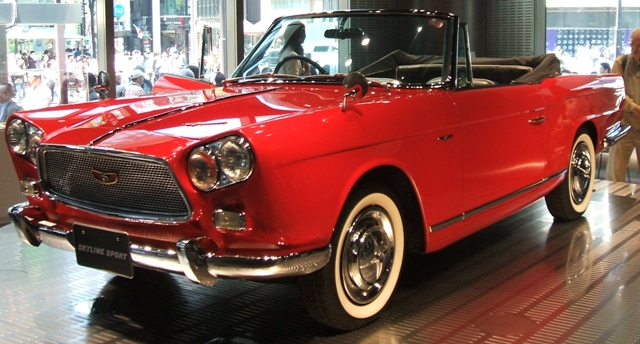
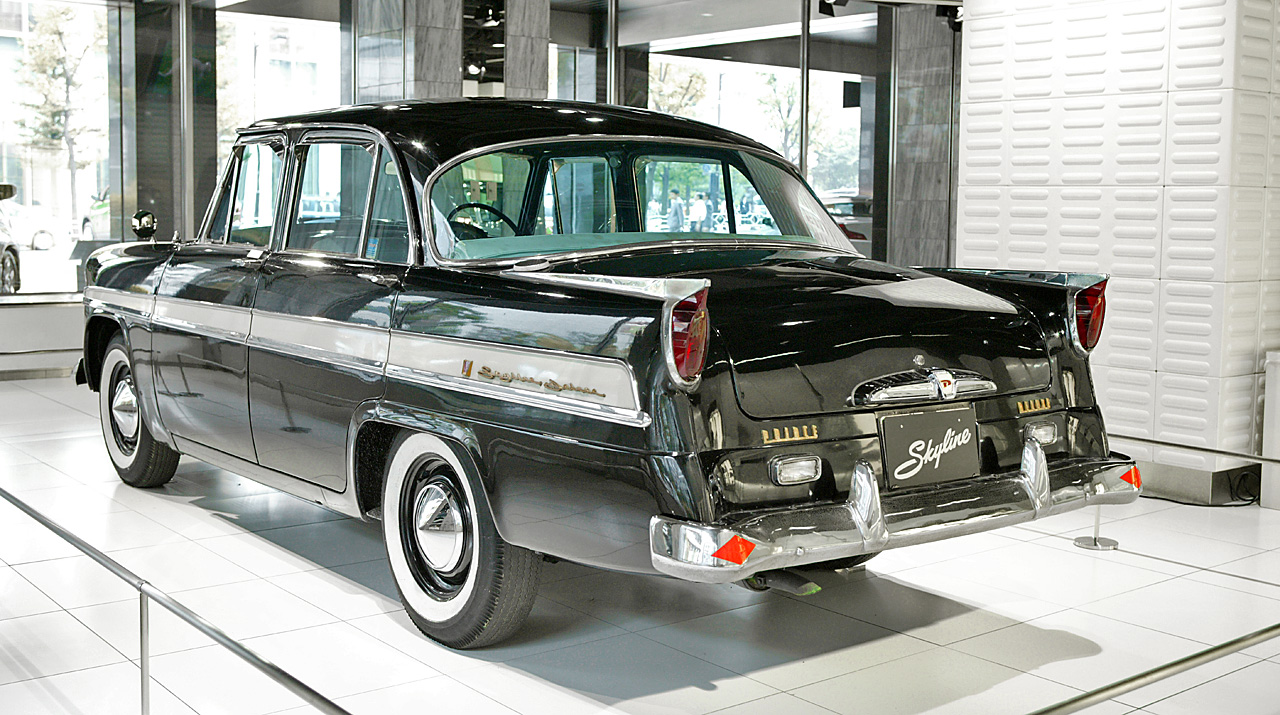